# Лі На Йон
Лі На Йон (кор. 이나영) — південнокорейська акторка.

## Біографія
Лі На Йон народилася 22 лютого 1979 року в столиці Республіки Корея місті Сеул. У 1998 році вона розпочала кар'єру моделі, у тому ж році На Йон зіграла свою першу роль в телесеріалі. Наступні декілька років вона здебільшого виконувала другорядні ролі в серіалах та знімалася у відеокліпах. Підвищенню популярності акторки сприяла вдало виконана роль в серіалі «Володар свого власного світу» 2002 року. У 2000-х роках паралельно з акторською кар'єрою, На Йон добилася великих успіхів в модельній індустрії та стала однією з найпопулярніших та найбільш високооплачуваних моделей у Кореї. Головна роль в романтичному фільмі «Хтось особливий» принесла акторці численні нагороди кінофестивалів.
У 2008 році На Йон зіграла головну жіночу роль в фільмі Кім Кі Дука «Мрія». У 2010 році акторка зіграла головну роль в високобюджетному гостросюжетному серіалі «Втеча: План Б», партнером в якому був популярний співак та актор Рейн. У 2012 році вона зіграла молоду дівчину  поліцейську що береться за розслідування таємничих вбивств в містичному трилері «Виття».
У 2019 році На Йон повернулася на телебачення з головною роллю в романтичному серіалі «Романтична пропозиція».

### Особисте життя
На Йон одружена з популярним південнокорейським актором Вон Біном. Вони почали зустрічатися у серпні 2012 року, офіційно їх стосунки агенти акторки підтвердили лише у липні наступного року. Весілля сталося наприкінці травня 2015 року, церемонія пройшла в рідному містечку Вон Біна у полі поблизу готеля. У грудні того ж року в пари народився первісток .

## Фільмографія

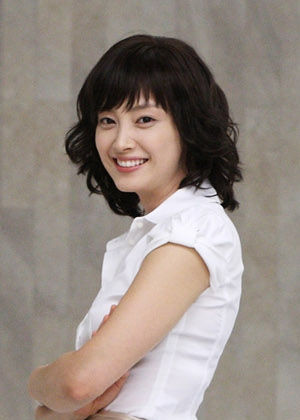
Лі На Йон у 2010 році

### Телевізійні серіали
| Рік  | Назва                          | Роль                        | Мережа |
| ---- | ------------------------------ | --------------------------- | ------ |
| 1998 | «Раптово одного дня»           | Со Хї (епізодична роль)     | SBS    |
| 1998 | «Три хлопця та три дівчини»    | (епізодична роль)           | MBC    |
| 1998 | «Хто я був для тебе?»          |                             | MBC    |
| 1999 | «KAIST»                        |                             | SBS    |
| 1999 | «Чи ми дійсно кохали?»         | Кан Че Йон                  | MBC    |
| 1999 | «Прощавай Одрі Хепберн»        |                             | MBC    |
| 1999 | «Королева»                     | О Сун Чон                   | SBS    |
| 1999 | «Чарівний замок»               | Хон юн Хї                   | KBS2   |
| 1999 | «Повідомлення»                 | Со Йон                      | SBS    |
| 2000 | «Класні друзі»                 | Лі На Йон                   | KBS2   |
| 2002 | «Володар свого власного світу» | Чон Кьон                    | MBC    |
| 2004 | «Ірландія»                     | Лі Чун А                    | MBC    |
| 2009 | «Сильний удар 2: Через дах»    | Лі На бон (гість, 85 серія) | MBC    |
| 2010 | «Втеча: План Б»                | Чіні                        | KBS2   |
| 2019 | «Романтична пропозиція»        | Кан дан Ї                   | tvN    |

### Фільми
| Рік  | Назва                                            | Роль       |
| ---- | ------------------------------------------------ | ---------- |
| 1999 | «Ейджі» (японський фільм)                        | Ме Хва     |
| 2001 | «Ідеальний воїн»                                 | Шу Шу      |
| 2002 | «Хто ти є?»                                      | Со Ін Джу  |
| 2003 | «Будь ласка, навчить мене англійської мови»      | На Йон Джу |
| 2004 | «Хтось особливий»                                | Хан Ї Йон  |
| 2004 | «Милий дім» (короткометражний фільм)             |            |
| 2004 | «Залишаючи себе, кохаю тебе» (гонконзький фільм) | (камео)    |
| 2006 | «Великий четвер»                                 | Мун Ю Чон  |
| 2008 | «Мрія»                                           | Ран        |
| 2010 | «Тато — леді»                                    | Чі Хьон    |
| 2012 | «Виття»                                          | Чха Ин Йон |
| 2013 | «SPEC: зачинено» (японський фільм)               | кореянка   |
| 2015 | «Чоловік, жінка» (сегмент «Сумна сцена»)         |            |
| 2018 | «Прекрасні дні»                                  | мати       |

## Нагороди
| Рік  | Нагорода                                       | Категорія                                                 | Робота                           | Результат | Прим.  |
| ---- | ---------------------------------------------- | --------------------------------------------------------- | -------------------------------- | --------- | ------ |
| 2002 | 21-ша Премія MBC драма                         | Нагорода за майстерність (акторка мінісеріалу)            | «Правитель свого власного світу» | Перемога  | [ 15 ] |
| 2004 | 12-та Премія кіномистецтв Chunsa               | Краща акторка                                             | «Хтось особливий»                | Перемога  | [ 16 ] |
| 2004 | 25-та Кінопремія Блакитний дракон              | Краща акторка                                             | «Хтось особливий»                | Перемога  |        |
| 2004 | 5-та Премія жінка в корейському кіно           | Краща акторка                                             | «Хтось особливий»                | Перемога  | [ 17 ] |
| 2004 | 23-тя Премія MBC драма                         | Нагорода за високу майстерність (акторки)                 | «Ірландія»                       | Номінація |        |
| 2004 | 23-тя Премія MBC драма                         | Нагорода за популярність (акторки)                        | «Ірландія»                       | Перемога  | [ 18 ] |
| 2006 | 6-та Премія корейської асоціації рекламодавців | Хороша модель                                             | Н/Д                              | Перемога  | [ 19 ] |
| 2006 | 27-та Кінопремія Блакитний дракон              | Краща акторка                                             | «Великий четвер»                 | Номінація |        |
| 2007 | 1-й Фестиваль корейської реклами               | Кращий партнер                                            | Н/Д                              | Перемога  | [ 20 ] |
| 2007 | 41-й день платника податків                    | Подяка від прем'єр-міністра                               | Н/Д                              | Перемога  | [ 21 ] |
| 2010 | 24-та Премія KBS драма                         | Нагорода за майстерність (акторка середньотривалої драми) | «Втеча: План Б»                  | Номінація |        |